# Rockin'
"Rockin'" é uma canção do cantor canadense The Weeknd, contida em seu terceiro álbum de estúdio Starboy (2017). Foi composta pelo próprio em conjunto com Ahmad Balshe, Peter Svensson, Savan Kotecha, Ali Payami e Max Martin, sendo produzida pelos dois últimos e co-produzida pelo artista. A sua gravação ocorreu em 2016 nos MXM Studios em Estocolmo e em Los Angeles, Califórnia, Wolf Cousins Studios em Estocolmo e Conway Recording Studios em Los Angeles, Califórnia. A faixa foi enviada para rádios mainstream francesas em 9 de maio de 2017, através das gravadoras XO e Republic, servindo como o quinto single do disco.

## Faixas e formatos
| Download digital |           |         |  |
| N.º              | Título    | Duração |  |
| 1.               | "Rockin'" | 3:52    |  |

## Créditos
Todo o processo de elaboração de "Rockin'" atribui os seguintes créditos:
Gravação e publicação
- Gravada em 2016 nos MXM Studios (Los Angeles, Califórnia; Estocolmo), Wolf Cousins Studios (Estocolmo) e Conway Recording Studios (Los Angeles, Califórnia)
- Mixada nos MixStar Studios (Virginia Beach, Virginia)
- Masterizada nos Sterling Sound (Nova Iorque)
- Publicada pelas empresas Songs Music Publishing, LLC em nome da Songs of SMP (ASCAP), MXM — administrada pela Kobalt — (ASCAP), Wolf Cousins (STIM), Warner/Chappell Scand (STIM) e WB Music Corp. (ASCAP) em nome da Sal&Co. (SOCAN)

Produção
| - The Weeknd: composição, co-produção, vocalista principal, vocalista de apoio - Max Martin: composição, produção - Ali Payami: composição, produção - Ahmad Balshe: composição - Peter Svensson: composição - Savan Kotecha: composição - Kazue Lika Tatsushima: vocalista adicional | - Serban Ghenea: mixagem - John Hanes: engenharia de mixagem - Sam Holland: engenharia - Cory Bice: assistência de engenharia - Jeremy Lertola: assistência de engenharia - Tom Coyne: masterização - Aya Merrill: masterização |

## Desempenho nas tabelas musicais
| Tabela musical (2016-17)                               | Melhor posição |
| ------------------------------------------------------ | -------------- |
| Alemanha (Media Control Charts)                        | 60             |
| Canadá (Canadian Hot 100)                              | 25             |
| Eslováquia (IFPI Slovenská Republika)                  | 11             |
| Estados Unidos (Billboard Hot 100)                     | 44             |
| Estados Unidos (Hot R&B/Hip-Hop Songs)                 | 20             |
| França (Syndicat National de l'Édition Phonographique) | 176            |
| Itália (Federazione Industria Musicale Italiana)       | 46             |
| Nova Zelândia (NZ Top 10 Heatseekers Singles)          | 1              |
| Noruega (VG-lista)                                     | 24             |
| Países Baixos (MegaCharts)                             | 25             |
| Reino Unido (UK Singles Chart)                         | 26             |
| Reino Unido (UK R&B Singles Chart)                     | 4              |
| Chéquia (IFPI Česká Republika)                         | 18             |
| Suécia (Sverigetopplistan)                             | 12             |

| País (Empresa)        | Certificação |
| --------------------- | ------------ |
| Canadá (Music Canada) | Platina      |
| Itália (FIMI)         | Ouro         |

## Histórico de lançamento
| País        | Data                | Formato           | Gravadora    |
| ----------- | ------------------- | ----------------- | ------------ |
| França      | 9 de maio de 2017   | Rádios mainstream | XO, Republic |
| Itália      | 26 de maio de 2017  | Rádios mainstream | Universal    |
| Reino Unido | 14 de julho de 2017 | Rádios mainstream | XO, Republic |